# Famille Gibert
La famille Gibert est une famille de la bourgeoisie française, originaire du Multien, petit pays situé au nord-est de Paris entre la Brie et le Valois. Une de ses branches accède à la noblesse au XVIIIe siècle par une charge de secrétaire du roi.

## Personnalités
La descendance de Guillaume Gibert, laboureur à Acy-en-Multien (Oise) au XVIe siècle est connue à travers la lecture des registres paroissiaux et des actes d'état civil,,.
- Guillaume Gibert, laboureur à Acy-en-Multien (Oise). Il épouse Claude Buisson.
  - Antoine Gibert (1587-1626), fermier à Acy-en-Multien, receveur à Rosoy-en-Multien (Oise) en 1613. Il épouse Guillemette Pasquier, en 1587 à Acy-en-Multien.
    - Guillaume Gibert (vers 1588-1638), fermier-receveur de la seigneurie de Rosoy-en-Multien. Il épouse Aliénor Besnard.
      - Bernard Gibert (1620-1684), receveur de la seigneurie de Rosoy. Il épouse Anne Queusse, en 1654 à Lizy-sur-Ourcq (Seine-et-Marne).
        - Claude-Bernard Gibert (1666-1729), seigneur de Rosoy[Note 1], receveur. Il  épouse Marguerite Buisson en 1683 à Vincy-Manœuvre (Seine-et-Marne).
          - Guillaume Gibert (1696-1766), laboureur-cultivateur du prieuré de Rouvres (Oise). Il épouse Marguerite Bernier en 1714 à May-en-Multien (Seine-et-Marne).
            - Louis-Claude Gibert (1715-1787), écuyer, conseiller-secrétaire du roi, audiencier en la chancellerie du Conseil supérieur du Roussillon. Il épouse Madeleine Lavoisier en 1742 à Feigneux (Oise).
              - Claude-Louis Gibert (1743-1797), écuyer, cultivateur à Neufmontiers-lès-Meaux (Seine-et-Marne), lauréat de la Société d'Agriculture de France en 1786, reçoit la visite d'Arthur Young en 1789 qui en fait l'éloge dans ses Voyages en France. il épouse Antoinette Louise Geneviève Dupré.
              - Guillaume-Toussaint Gibert (1749-1820), seigneur de Thieux (Seine-et-Marne), notaire au Châtelet de Paris, financier, receveur général des finances de l'Oise, régent de la Banque de France. Il épouse  Victoire Félicité Fontenilliat en 1783 à Paris.
                - Achille Louis Gibert (1786-1860), receveur général des finances de l'Oise, trésorier-payeur général, chevalier de l'ordre royal de la Légion d'honneur[4]. Il épouse Zoé de La Chaise en 1818 à Beauvais.
                  - Valentine Gibert (1838-1858). Elle épouse en 1856 Gaëtan de Rochebouët, polytechnicien (1831), général de division (1867), grand-officier de l'ordre national de la Légion d'honneur[5] (1871), ministre de la Guerre et président du Conseil en 1877.

                - Arthur-Louis Gibert (1789-1861), agent de change parisien. Il épouse en 1818 Marie Elisa Orry de la Roche. Il fait construire un hôtel particulier sur le cours de la Reine, au bord de la Seine (dont l'adresse est aujourd'hui 34, cours Albert Ier) près du Grand Palais ; cet hôtel est acheté en 1900 par Eugène Schneider, il est aujourd'hui occupé par l'Ambassade du Brésil en France.
                  - Guillemine Marie Lucie Gibert (1819-1906), dame d'honneur de Marie-Thérèse de Modène, comtesse de Chambord ; elle écrit ses mémoires (Mémoires de Mme de La Ferronnays, publiés en 1899 par l'éditeur Paul Ollendorff). Elle épouse en 1841 Adolphe Ferdinand Marie (dit Fernand) Ferron de La Ferronnays (1814-1866).

                - Sophie Camille Gibert épouse en 1812 le général-baron Louis-Auguste-François de Mériage puis en 1832 le comte Conrad de Gourcy.
                - Esther Augustine Gibert (1793-1861) épouse en 1805 à Nancy, François Alexandre, baron Seillière, banquier, chef de la Maison de banque, membre du conseil général des manufactures, commanditaire de l'achat des hauts-fourneaux du Creusot à Eugène Schneider.

          - Bernard Gibert (1689-1744), laboureur, receveur de la seigneurie de Baron. Il épouse Anne Dorothée Thomas en 1712 à Baron.
            - Nicolas Gibert (1724- ), fermier des Dames de Chelles de la paroisse de Baron. Il épouse Geneviève Julienne Demonchy en 1747 à Pierrefonds.
              - Louis-Bernard Gibert (1749-1800), prêtre abbé de saint-Martin de Noyon, député du Clergé aux États généraux de 1789.

  - Louis Gibert ( -1645), meunier des moulins de Lizy et de Ocquerre en 1630. Il épouse Françoise Lemercier.
    - Antoine Gibert dit L'aîné ( -1716), marchand de blé à Ocquerre et Mary. Il épouse Simone Caboche.
      - Simon Gibert (1664-1714), conseiller du Roi, receveur des tailles de Coulommiers. Il épouse Marthe Bourdin en 1689 à Lizy-sur-Ourcq.
        - Simon Gibert (1694-1747), marchand tanneur à Coulommiers. Il épouse Marie Louise Prévot en 1715 à Coulommiers.
          - Thomas Gibert (1728-1794), notaire au Châtelet de Paris, marguiller de Sainte-Opportune à Paris en 1765. Il épouse Françoise Moret en 1763 à Paris.
            - Charles-Thomas Gibert (1765- ), avocat, bourgeois de Paris. Il épouse Marie Françoise Henriette Legras de Vaubercey (veuve Musnier de Mauroy) en 1792 à Saint-Denis.
              - Caroline Gibert (1793-1879), princesse consort de Monaco après son mariage avec Florestan Ier de Monaco.

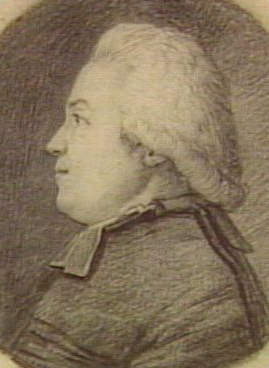
L'abbé Louis Bernard Gibert, député aux États généraux.
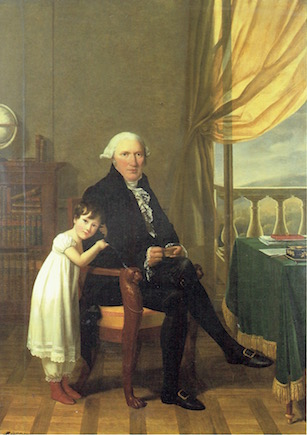
Guillaume Gibert et sa petite-fille Camille Seillière, futur comtesse Siméon.
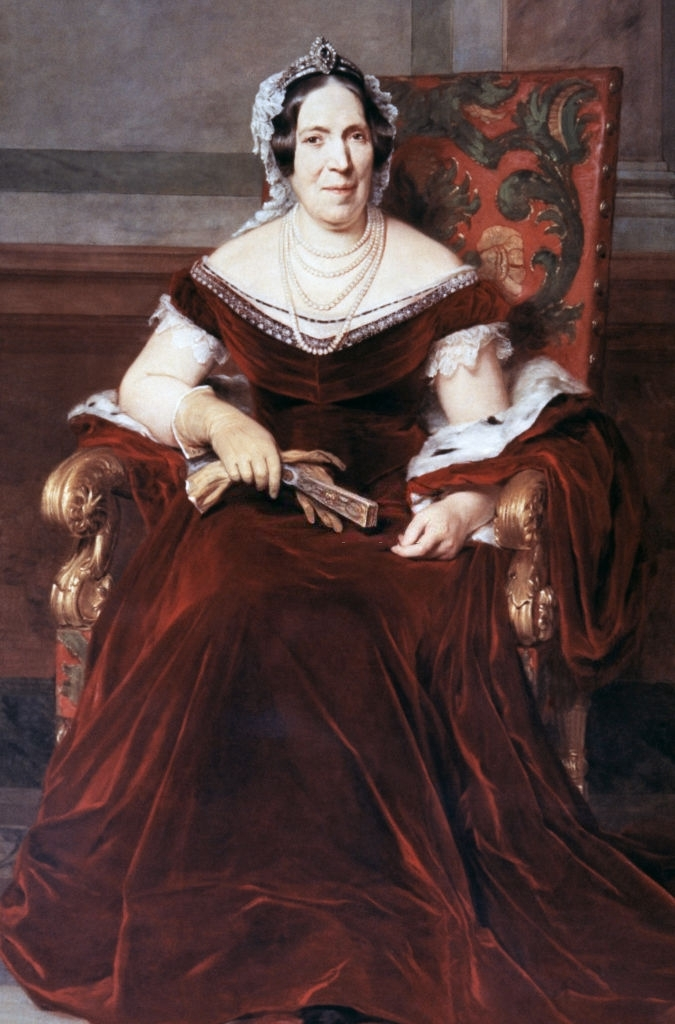
Maria Caroline Gibert de Lametz, princesse consort de Monaco